# Tobruk
Tobruk, Tobrouk, Tobrok o Tubruq (árabe: طبرق; transliterado como Tóbruch, Tobruch, Ţubruq, Tobruck) es una ciudad, puerto, municipio y península en el este de Libia, dentro de la región de la Cirenaica, cerca de la frontera con Egipto. Es la capital del Distrito de Al Butnan, pero anteriormente fue denominado como Distrito de Tobruk. 

## Importancia estratégica durante la Segunda Guerra Mundial

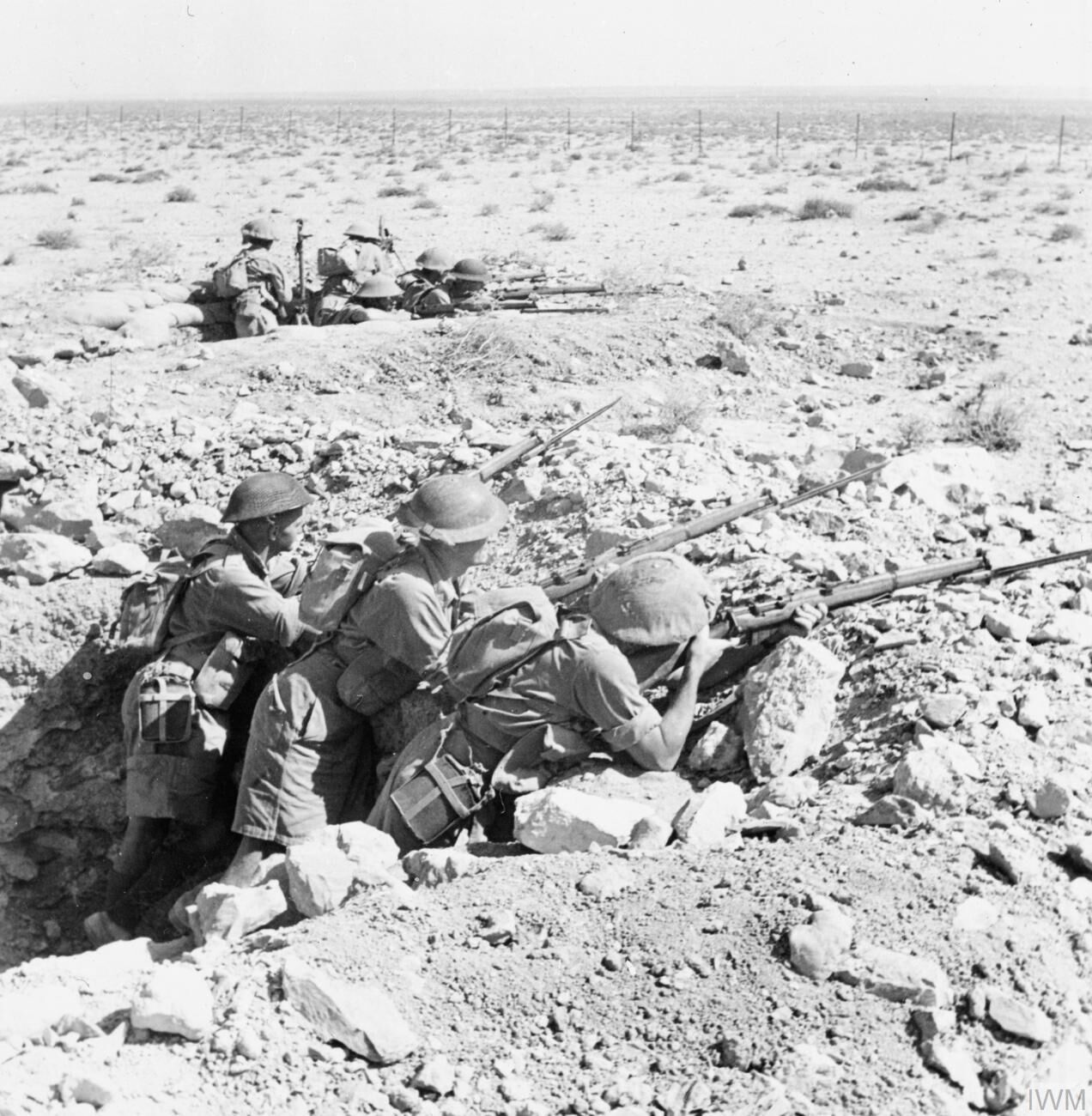
Las tropas australianas ocupan una posición de primera línea en Tobruk

A comienzos de la Segunda Guerra Mundial, Libia era una colonia italiana y Tobruk se convirtió en lugar de importantes batallas entre los aliados y las potencias del Eje. Por diferentes razones, Tobruk era estratégicamente importante para la conquista de la zona oriental de Libia, entonces provincia de Cirenaica: Tenía un puerto protegido, lo que implicaba que incluso si bombardeaban el puerto, los barcos tendrían la posibilidad de permanecer anclados y protegidos de borrascas y, en la práctica, el puerto nunca quedó  totalmente inutilizado a pesar de los bombardeos a los que se le sometió.
Esto convirtió a Tobruk en un lugar excelente para proporcionar suministros para la campaña del desierto. Fue una ciudad muy fortificada por los italianos antes de su invasión de Egipto en noviembre de 1940. Además de estas fortificaciones, había numerosos escarpes y acantilados al sur que se convertían en barreras físicas para impedir cualquier avance hacia el puerto. 
También existe una península, que podía defenderse empleando un número mínimo de tropas, que los aliados utilizaron como ventaja cuando el puerto se encontraba bajo asedio.

## Actualidad

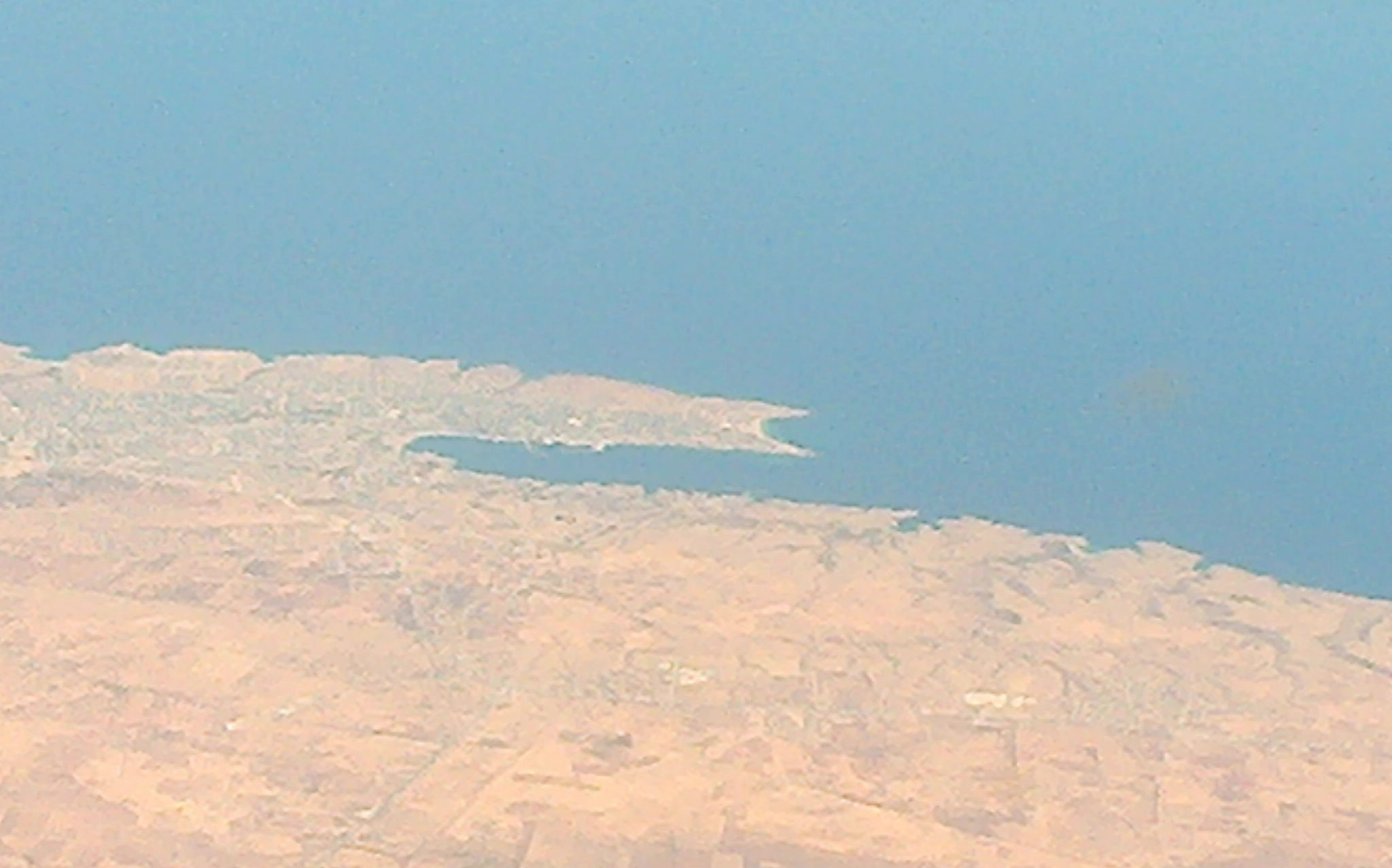
Una imagen aérea del puerto de Tobruk.

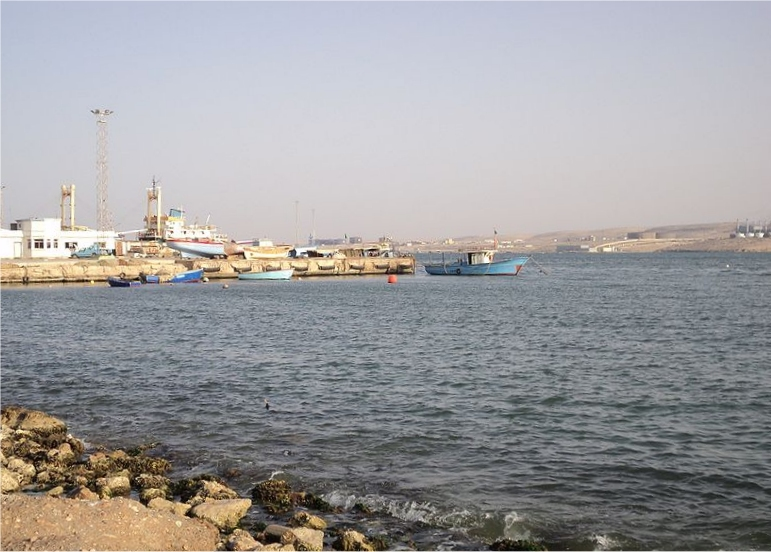
Puerto de Tobruk

Tobruk fue tradicionalmente uno de los centros de apoyo de la dinastía real de los Senussi, que tenían su base más sólida en la Cirenaica. El rey Idrís I tenía uno de sus palacios en Bab Zaytun. 
Con esa tradición, Tobruk fue una de las primeras ciudades en rebelarse contra la dictadura de Gadafi en 2011, en el contexto internacional de la Primavera Árabe. Debido a su situación, en el extremo este del país, sufrió pocos daños en el conflicto de 2011.
Posteriormente Tobruk ha quedado dentro de la zona de Libia controlada por el Ejército Nacional Libio del general Jalifa Haftar. En 2014, al estallar la Segunda Guerra civil de Libia, la Cámara de Representantes, que  que se oponía al gobierno del Congreso General Nacional (remanente) y a las milicias islamistas de Trípoli, tuvo que abandonar Trípoli y se refugió en Tobruk.
La Cámara de Representantes continúa desarrollando sus sesiones parlamentarias en Tobruk todavía en 2019.

## Clima
| Parámetros climáticos promedio de Tobruk       | Parámetros climáticos promedio de Tobruk | Parámetros climáticos promedio de Tobruk | Parámetros climáticos promedio de Tobruk | Parámetros climáticos promedio de Tobruk | Parámetros climáticos promedio de Tobruk | Parámetros climáticos promedio de Tobruk | Parámetros climáticos promedio de Tobruk | Parámetros climáticos promedio de Tobruk | Parámetros climáticos promedio de Tobruk | Parámetros climáticos promedio de Tobruk | Parámetros climáticos promedio de Tobruk | Parámetros climáticos promedio de Tobruk | Parámetros climáticos promedio de Tobruk |
| Mes                                            | Ene.                                     | Feb.                                     | Mar.                                     | Abr.                                     | May.                                     | Jun.                                     | Jul.                                     | Ago.                                     | Sep.                                     | Oct.                                     | Nov.                                     | Dic.                                     | Anual                                    |
| ---------------------------------------------- | ---------------------------------------- | ---------------------------------------- | ---------------------------------------- | ---------------------------------------- | ---------------------------------------- | ---------------------------------------- | ---------------------------------------- | ---------------------------------------- | ---------------------------------------- | ---------------------------------------- | ---------------------------------------- | ---------------------------------------- | ---------------------------------------- |
| Temp. máx. abs. (°C)                           | 26                                       | 28                                       | 32                                       | 38                                       | 41                                       | 50                                       | 39                                       | 37                                       | 42                                       | 36                                       | 35                                       | 26                                       | 50                                       |
| Temp. máx. media (°C)                          | 16                                       | 16                                       | 18                                       | 21                                       | 23                                       | 26                                       | 27                                       | 28                                       | 27                                       | 25                                       | 21                                       | 17                                       | 22                                       |
| Temp. media (°C)                               | 13                                       | 14                                       | 16                                       | 18                                       | 20                                       | 24                                       | 26                                       | 26                                       | 25                                       | 22                                       | 18                                       | 15                                       | 19.8                                     |
| Temp. mín. media (°C)                          | 11                                       | 11                                       | 13                                       | 15                                       | 18                                       | 21                                       | 23                                       | 24                                       | 23                                       | 20                                       | 16                                       | 12                                       | 17.3                                     |
| Temp. mín. abs. (°C)                           | 3                                        | 4                                        | 1                                        | 7                                        | 10                                       | 17                                       | 13                                       | 15                                       | 16                                       | 12                                       | 8                                        | 1                                        | 1                                        |
| Lluvias (mm)                                   | 27.9                                     | 17.8                                     | 10.2                                     | 5.1                                      | 2.5                                      | 0                                        | 0                                        | 0                                        | 0                                        | 10.2                                     | 15.2                                     | 25.4                                     | 119.4                                    |
| Humedad relativa (%)                           | 69                                       | 67                                       | 70                                       | 66                                       | 70                                       | 69                                       | 74                                       | 78                                       | 74                                       | 70                                       | 68                                       | 70                                       | 70                                       |
| Fuente: Weatherbase (Temperaturas) (en inglés) |                                          |                                          |                                          |                                          |                                          |                                          |                                          |                                          |                                          |                                          |                                          |                                          |                                          |

## Población
Según estimación 2010 contaba con una población de 133.403 habitantes, situándola en la cuarta ciudad más poblada de Libia.